# Дешлер (Охајо)
Дешлер (енгл. Deshler) град је у америчкој савезној држави Охајо.

## Демографија
По попису из 2010. године број становника је 1.799, што је 32 (-1,7%) становника мање него 2000. године.
| Група             | 2000.         | 2010.         |
| Белци             | 1.663 (90,8%) | 1.581 (87,9%) |
| Афроамериканци    | 2 (0,1%)      | 2 (0,1%)      |
| Азијати           | 14 (0,8%)     | 8 (0,4%)      |
| Хиспаноамериканци | 126 (6,9%)    | 179 (9,9%)    |
| Укупно            | 1.831         | 1.799         |